# Lucas Simón
Lucas Alberto Simón García (Mar del Plata, 1º agosto 1986) è un ex calciatore argentino, di ruolo attaccante.

## Carriera
Dopo essere cresciuto nei Cadetes de San Martín, nel 2005-2006 passa al Nueva Chicago in Primera B Nacional dove con 10 gol in 34 presenze contribuisce alla vittoria del campionato Clausura e alla successiva promozione in Primera División.
Nella stagione 2006-2007 si trasferisce in Italia al Piacenza, in Serie B. Con il Piacenza gioca 60 partite in due anni, mettendo a segno 7 gol, prima di essere ceduto in prestito al Pescara in Lega Pro Prima Divisione nella stagione 2008-2009. Dopo aver segnato 9 gol in 27 partite, a fine stagione ritorna al Piacenza, con il quale ha giocato 13 partite nella stagione successiva.
Scaduto il contratto col Piacenza, nel giugno 2010 si accorda con il Tigre, con il quale fa il suo debutto nel massimo campionato argentino. Dopo una stagione ai margini della squadra, il 18 luglio 2011 si trasferisce all'Unión La Calera, squadra partecipante alla Primera Division cilena. Esordisce con la sua nuova squadra realizzando una doppietta contro il Santiago Morning. Nel Torneo Clausura risulta essere il capocannoniere della squadra, con 8 reti realizzate.
Nel luglio 2012 si trasferisce al Palestino, altra squadra militante nel massimo campionato cileno, con cui disputa il Torneo Clausura 2012 e il successivo Torneo Transición 2013. Nel luglio 2013 passa al Club Deportivo Huachipato, sempre nel massimo campionato cileno.

## Statistiche

### Presenze e reti nei club
Statistiche aggiornate al 20 settembre 2013.
| Stagione               | Squadra                | Campionato             | Campionato | Campionato | Coppe nazionali | Coppe nazionali | Coppe nazionali | Coppe continentali | Coppe continentali | Coppe continentali | Totale | Totale |
| Stagione               | Squadra                | Comp                   | Pres       | Reti       | Comp            | Pres            | Reti            | Comp               | Pres               | Reti               | Pres   | Reti   |
| ---------------------- | ---------------------- | ---------------------- | ---------- | ---------- | --------------- | --------------- | --------------- | ------------------ | ------------------ | ------------------ | ------ | ------ |
| 2005-2006              | Nueva Chicago          | P B N                  | 34         | 10         | -               | -               | -               | -                  | -                  | -                  | 34     | 10     |
| 2006-2007              | Piacenza               | B                      | 38         | 5          | CI              | 2               | 1               | -                  | -                  | -                  | 40     | 6      |
| 2007-2008              | Piacenza               | B                      | 22         | 2          | CI              | 2               | 0               | -                  | -                  | -                  | 24     | 2      |
| 2008-2009              | Piacenza               | B                      | 0          | 0          | CI              | 1               | 0               | -                  | -                  | -                  | 1      | 0      |
| sett.2008-2009         | Pescara                | PD                     | 27         | 9          | -               | -               | -               | -                  | -                  | -                  | 27     | 9      |
| 2009-2010              | Piacenza               | B                      | 13         | 0          | CI              | 1               | 0               | -                  | -                  | -                  | 14     | 0      |
| Totale Piacenza        | Totale Piacenza        | Totale Piacenza        | 73         | 7          |                 | 6               | 1               |                    | -                  | -                  | 79     | 8      |
| 2010-2011              | Tigre                  | PD                     | 4          | 0          | -               | -               | -               | -                  | -                  | -                  | 4      | 0      |
| 2011                   | Unión La Calera        | PD-C                   | 19         | 7          | -               | -               | -               | -                  | -                  | -                  | 19     | 8      |
| 2012                   | Unión La Calera        | PD-A                   | 17+2       | 4+0        | -               | -               | -               | -                  | -                  | -                  | 19     | 4      |
| Totale Unión La Calera | Totale Unión La Calera | Totale Unión La Calera | 38         | 12         |                 | -               | -               |                    | -                  | -                  | 38     | 12     |
| 2012                   | Palestino              | PD-C                   | 17+2       | 5+0        | -               | -               | -               | -                  | -                  | -                  | 19     | 5      |
| 2013                   | Palestino              | PD-T                   | 17         | 3          | -               | -               | -               | -                  | -                  | -                  | 17     | 3      |
| Totale Unión La Calera | Totale Unión La Calera | Totale Unión La Calera | 36         | 8          |                 | -               | -               |                    | -                  | -                  | 36     | 8      |
| 2013-2014              | Huachipato             | PD                     | 7          | 1          | -               | -               | -               | -                  | -                  | -                  | 7      | 1      |
| Totale                 | Totale                 | Totale                 | 219        | 46         |                 | 6               | 1               |                    | -                  | -                  | 225    | 47     |